# Weissia abbreviata
Weissia abbreviata là một loài Rêu trong họ Pottiaceae. Loài này được (Thwaites & Mitt.) R.H. Zander miêu tả khoa học đầu tiên năm 1993.